# 8271 Imai
8271 Imai este un asteroid din centura principală de asteroizi.

## Descriere
8271 Imai este un asteroid din centura principală de asteroizi. A fost descoperit pe 2 iulie 1989 la Observatorul Palomar de Eleanor Francis Helin. Asteroidul prezintă o orbită caracterizată de o semiaxă mare de 2,41 ua, o excentricitate de 0,21 și o înclinație de 10,4° în raport cu ecliptica.